# ابن سند
أبو المنجي ابن سند الساعاتي المهندس الإسكندراني أحد مهندسي أوائل القرن السادس بمصر ذكره المقريزي أيضًا فيمن كان مقيدًا بخدمة المرصد من المهندسين.